# Liphistius priceae
Espèce
Liphistius priceae est une espèce d'araignées mésothèles de la famille des Liphistiidae.

## Distribution
Cette espèce est endémique du Kelantan en Malaisie péninsulaire,. The spiders have been found in Gua Keris and Gua Pagar, near Dabong.

## Description
Le mâle holotype mesure 9,96 mm et la femelle paratype 15,38 mm. Small to medium-sized, light-brown coloured
species, similar and closely related to L. tempurung. Both sexes slightly smaller than those of L. tempurung.

## Étymologie
Cette espèce est nommée en l'honneur de la spéléologue Liz Price .

## Publication originale
- Schwendinger, 2017 : A revision of the trapdoor spider genus Liphistius (Mesothelae: Liphistiidae) in peninsular Malaysia; part 1. Revue Suisse de Zoologie, vol. 124, no 2, p. 391-445.